# تيرو مياموتو
تيرو مياموتو (باليابانية: 宮本輝) (6 مارس 1947، كوبه في اليابان)؛ كاتِب، سيناريست وروائي ياباني.

## الجوائز
- جائزة أكوتاغاوا

## روابط خارجية
- تيرو مياموتو على موقع IMDb (الإنجليزية)
- تيرو مياموتو على موقع ميوزك برينز (الإنجليزية)
- تيرو مياموتو على موقع قاعدة بيانات الفيلم (الإنجليزية)